# روشینوو
روشینوو (به لاتین: Rušinov) یک منطقهٔ مسکونی در جمهوری چک است که در ناحیه هاولیتشکوف برود واقع شده‌است. روشینوو ۷٫۵۷ کیلومتر مربع مساحت و ۱۷۹ نفر جمعیت دارد و ۵۷۸ متر بالاتر از سطح دریا واقع شده‌است.